# Tutrakanți, Varna
Tutrakanți (în bulgară Тутраканци) este un sat în comuna Provadia, regiunea Varna,  Bulgaria. 

## Demografie
Componența etnică a satului Tutrakanți
     Turci (1,32%)
     Bulgari (86,28%)
     Nicio identificare (12,38%)
     Altele (0%)
La recensământul din 2011, populația satului Tutrakanți era de 226 locuitori. Din punct de vedere etnic, majoritatea locuitorilor (86,28%) erau bulgari, cu o minoritate de turci (1,32%). Pentru 12,38% din locuitori nu este cunoscută apartenența etnică.